# Artemidor (Maler)
Artemidor war ein römischer Maler, der im 1. Jahrhundert tätig war.
Er ist von einem Epigramm des Dichters Martial bekannt. In dem kurzen Epigramm wird Artemidor gefragt, warum er sich wundere, dass sein Bild der Liebesgöttin Venus keinen Anklang beim Publikum finde, wo es sich bei seiner Göttin doch um Minerva handele. Es wurde diskutiert, dass es sich bei Artemidor um eine dichterische Erfindung Martials handelt oder dass Martial einen Seitenhieb auf einen Dichter machte, der als Dilettant ein Bild der Minerva malte.